# Alfred Reinick
Alfred Reinick, Alfredo Reinick (ur. 1812 w Gdańsku, zm. 1885 tamże) – gdański kupiec i samorządowiec oraz hiszpański urzędnik konsularny.

## Życiorys
Syn Daniela Friedricka Reinicka (1758-1821), handlarza tkaninami, oraz Justine Frederike Unselt (1773-1814). Po śmierci ojca wychowywał się w rodzinie pastora Abrahama Friedricha Blecha. 
Prowadził kantor pośrednictwa ubezpieczeniowego, m.in. był głównym agentem w Gdańsku Berlińskiego Towarzystwa Ubezpieczeń od Ognia (Berlinische Feuer-Versicherungs-Anstalt) (1847-1870), Berlińskiego Towarzystwa Ubezpieczeń od Gradobicia od 1832 (Berliner Hagel-Assekuranz-Gesellschaft v. 1832) (1870) oraz Magdeburskiego Towarzystwa Ubezpieczeń na Życie (Magdeburger Lebens-Versicherung-Gesellschaft). Pełnił też funkcję konsula Hiszpanii w Gdańsku (1858-1889), radnego gdańskiego (1855-1856), oraz nieetatowego radcy miejskiego (1857-1862). 